# Hydrornis baudii
La pitta testa azzurra (Hydrornis baudii (Müller & Schlegel, 1845)) è un uccello passeriforme della famiglia dei Pittidi.

## Etimologia
Il nome scientifico di questi uccelli è stato scelto in omaggio al governatore delle Indie orientali olandesi Jean Chrétien Baud, mentre il loro nome comune è legato alla colorazione del maschio.

## Descrizione

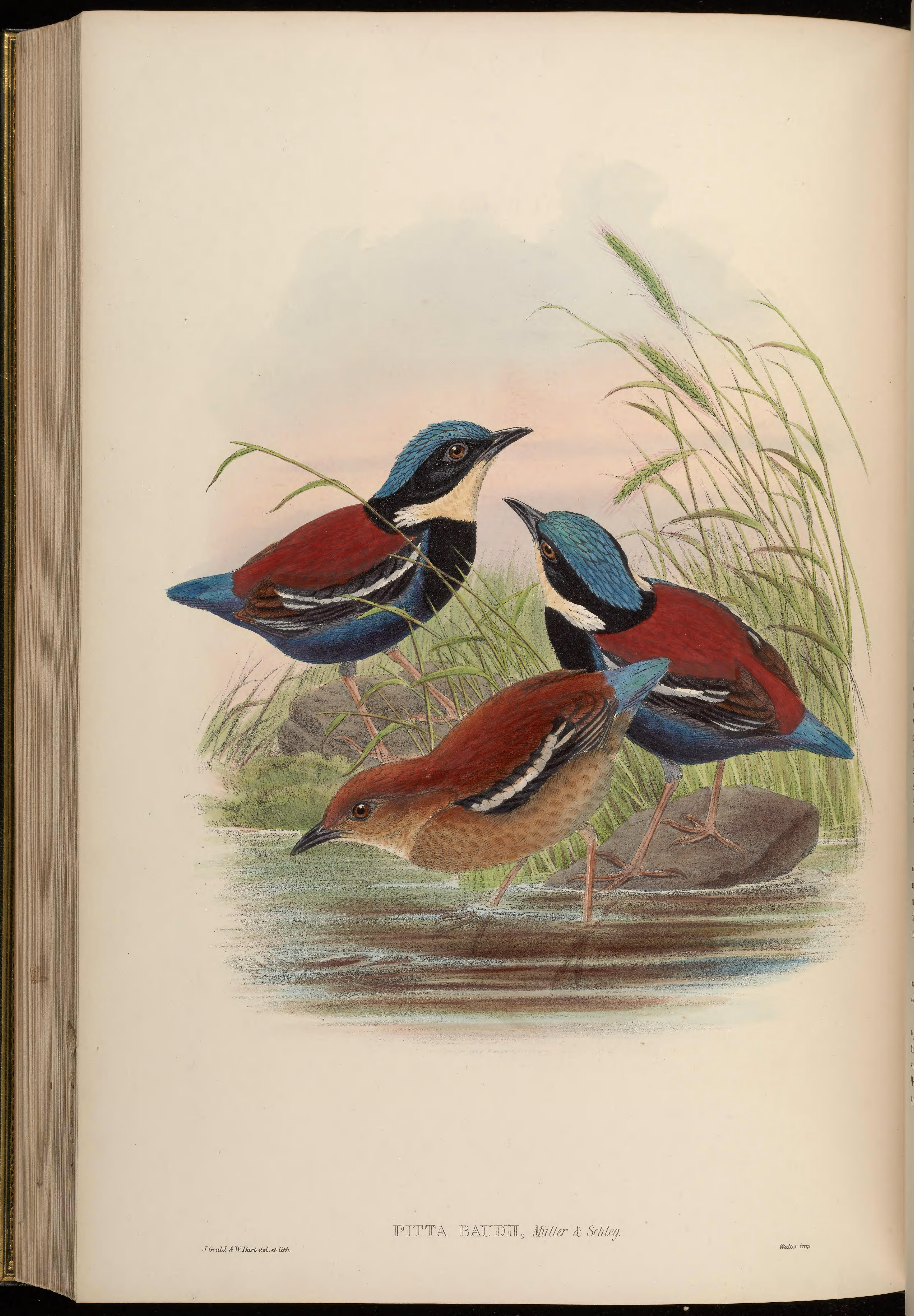
Illustrazione con una femmina (in primo piano) e due maschi.

### Dimensioni
Misura circa 17 cm di lunghezza, coda compresa.

### Aspetto
Questi uccelli hanno un aspetto massiccio e paffuto, con ali e coda corte, testa arrotondata e becco allungato.

La livrea del maschio è piuttosto appariscente: fronte, vertice e nuca sono di colore azzurro (da cui il nome comune della specie), la gola è bianca, mentre il resto della testa è nero-bluastro, stesso colore della parte superiore del petto e delle remiganti primarie, lungo le quali passa una linea bianca. Ali e dorso sono bruno-rossicci, mentre ventre, coda e fianchi sono di colore blu-azzurro. Nella femmina tale colore è riscontrabile unicamente sulla coda, mentre il resto del corpo è di colore bruno, più caldo su testa, dorso e ali (dove permane il colore nero barrato di bianco delle remiganti) e più chiaro su gola, petto e ventre. In ambedue i sessi il becco è nerastro, gli occhi sono bruni e le zampe sono di colore carnicino.

## Biologia

### Comportamento
Si tratta di uccelli diurni, timidi ma molto territoriali e solitari all'infuori del periodo degli amori (quando si riuniscono in coppie), che passano la maggior parte del tempo muovendosi con circospezione al suolo, nel folto del sottobosco, alla ricerca di cibo.

### Alimentazione
La pitta testa azzurra si nutre principalmente di lombrichi e chiocciole: essa viene inoltre integrata quando possibile con insetti e altri invertebrati di piccole dimensioni.

### Riproduzione
La stagione degli amori corre da marzo a ottobre: durante questo periodo si formano le coppie, che delimitano il proprio territorio riproduttivo con aggressività ancora maggiore nei confronti di eventuali intrusi conspecifici e i cui componenti collaborano sia nella costruzione del nido (una struttura ovoide di rametti e materiale vegetale intrecciato posta al suolo o a poca altezza fra gli arbusti) che nella cova delle 2-4 uova e nelle cure parentali verso i nidiacei, alla schiusa sono ciechi ed implumi.

## Distribuzione e habitat
La pitta testa azzurra è endemica del Borneo, del quale occupa l'intera fascia costiera e buona parte dell'interno, eccetto le aree montuose centro-settentrionali: il suo habitat è rappresentato dalla foresta pluviale primaria o secondaria con folto sottobosco, generalmente in pianura, anche se sembrerebbero essersi verificati avvistamenti di questi uccelli anche fino a 1200 m di quota.